# Rivière Jupiter
Pour les articles homonymes, voir Jupiter.
La rivière Jupiter est un cours d'eau de l'île d'Anticosti, au Québec (Canada) se jetant dans golfe du Saint-Laurent. Elle coule dans la municipalité de L'Île-d'Anticosti.
Elle s'avère le plus important cours d'eau de l'île d'Anticosti. Cette rivière a des attraits sur le plan touristique, notamment la pêche sportive aux saumons, ses paysages saisissants notamment son canyon comportant une falaise atteignant par endroit jusqu'à 100 m de hauteur, la présence de milliers de chevreuils et des phoques le long des rives.
Une route forestière dessert la partie inférieure de la vallée de cette rivière, se connectant à la route principale qui passe dans la partie nord de l'île. Cette route rejoint la pointe de Marbre (zone de la rivière à la Chute) et la pointe Sud-Ouest, lesquelles font face au détroit d'Honguedo. Par ailleurs, une autre route (sens nord-sud) dessert la partie supérieure de cette vallée, rejoignant ainsi la partie ouest du parc national d'Anticosti.

## Toponymie
Le Dépôt des cartes et plans de la Marine comporte une carte déposée en 1758 relativement à l'île d'Anticosti, et aussi une carte marine datée de 1784; ces deux cartes indiquent «Rivière de Bon Secours» et «R. de bon Secours ou Jupiter's inlet». Ces cartes décrivent l'anse situé à l'embouchure de la rivière. Selon la Commission de toponymie du Québec, la désignation toponymique de cette anse (inlet) serait liée au fait qu'un navire nommé Jupiter aurait passé à cet endroit, ou bien, y aurait fait naufrage. Ultérieurement, le nom de l'anse s'est étendu au cours d'eau.
En 1815, le cartographe Joseph Bouchette fait référence à Jupiter River sur sa carte décrivant cette zone. De hautes falaises de sable s'élèvent à l'embouchure de la rivière, soit au nord de la baie Bonsecours; parmi ses falaises, le cap Jupiter porte également le même nom et est aussi désigné Sandy Cliff.
Le toponyme « rivière Jupiter » a été officialisé le 5 décembre 1968.

## Géographie
La rivière Jupiter tire sa source du lac Létourneau (longueur: 2,4 km; altitude: 189 m), situé au centre de l'île. Cette zone comporte une série de lacs et d'étangs dont les étangs Girard, Simard et Grégoire. Cette source est située du côté ouest du cours de la rivière Vauréal. Cette rivière est alimentée par dix tributaires. Le débit de cette rivière est modéré en amont et rapide en aval.
Cette source est située à:
- 112,8 km à l'est du centre-ville du village de Port-Menier;
- 24,8 km au sud de la rive nord de l'île d'Anticosti;
- 30,4 km au nord-est de la rive sud de l'île d'Anticosti[3].

À partir de sa source, la rivière Jupiter coule sur 82,4 km avec une dénivellation de 188 m, selon les segments suivants:
- 13,9 km d'abord vers l'ouest, notamment en traversant successivement les lacs Godin, Simard et Louise (altitude: 190 m), jusqu'à la décharge (venant du nord) des lacs Wickenden et Wilcox. Note: Le début de ce segment (jusqu'au lac Louise) constitue la limite entre la SÉPAQ Anticosti et le parc national d'Anticosti;
- 34,9 km vers le nord-ouest, en coupant la route forestière et en recueillant la décharge (venant du nord-est) du lac Smith, jusqu'à un coude de rivière;
- 13,1 km vers le sud-ouest en serpentant, en recueillant la décharge (venant du nord) du ruisseau au cheval, jusqu'à un coude de rivière;
- 20,5 km vers le sud en recueillant la décharge (venant de l'est) du ruisseau Jean-IV et la décharge (venant du nord-est) du ruisseau Brise-Culotte; puis vers le sud-ouest en recueillant la décharge (venant du sud-est) du ruisseau Trois Milles, jusqu'à son embouchure[3].

La rivière Jupiter se déverse dans la baie Bonsecours (longueur: 1,9 km) sur la rive sud de l'Île d'Anticosti, dans le golfe du Saint-Laurent, soit à 39,5 km de la limite ouest de la SÉPAQ Anticosti et à 80 km à l'est du centre du village de Port-Menier. Cette baie est délimitée par le cap Jupiter au nord et par le cap Ottawa au sud.

## Centre de pêche sportive aux saumons
Le cours de la rivière Jupiter est une rivière de classe mondiale avec ses 70 fosses à saumon dont 30 sont exploitées pour la pêche sportive. Les touristes amateurs de pêche sportive fréquentent cette rivière depuis environ 1895. La Société des établissements de plein air du Québec (Sépaq) qui en est le gestionnaire mandaté, a mis en valeur cette vallée en l'équipant de chalets et de services pour recevoir de nombreux touristes et pêcheurs.
Au XIXe siècle, cette île a été acquise par l'homme d'affaires français Henri Menier ; il a investi sur l'île afin d'en faire un lieu idéal pour la pêche au saumon. Les principaux camps aménagés le long de cette rivière Jupiter pour les activités récréotouristiques, sont désignés Jupiter-Trente, Jupiter-Vingt-Quatre, Jupiter-Douze et Jupiter-la-Mer, selon leur distance (en milles) de la rive du golfe du Saint-Laurent.
Ses eaux turquoise et cristallines rendent les saumons visibles de la surface. Le lit de cette rivière est surtout composé de cailloux et de galets.
Selon Saumon Québec, cette rivière abrite environ 30 % des habitats potentiels pour la reproduction et la croissance des saumons atlantiques de l’île d’Anticosti. En sus, cette rivière accueille près de 30% des saumons adultes.
De nombreuses personnalités du monde entier sont venus taquiner le saumon sur le cours de cette rivière. L’un des premiers à y pêcher sportivement fut son propriétaire, le Français Henri Menier, en 1895.